# Vertamboz
Vertamboz là một xã trong vùng hành chính Franche-Comté, thuộc tỉnh Jura, quận Lons-le-Saunier, tổng Clairvaux-les-Lacs. Tọa độ địa lý của xã là 46° 35' vĩ độ bắc, 05° 44' kinh độ đông. Vertamboz nằm trên độ cao trung bình là 490 mét trên mực nước biển, có điểm thấp nhất là 439 mét và điểm cao nhất là 615 mét. Xã có diện tích 6.66 km², dân số vào thời điểm 1999 là 68 người; mật độ dân số là 10 người/km².

## Thông tin nhân khẩu
| 1962 | 1968 | 1975 | 1982 | 1990 | 1999 |
| ---- | ---- | ---- | ---- | ---- | ---- |
| 121  | 121  | 94   | 90   | 84   | 68   |

## Địa điểm tham quan
Nhà thờ trong làng được xây trong thế kỉ thứ 17 và cải tạo trong thế kỉ thứ 18.